# カネック
カネック（Canek、本名：Felipe Estrada、1952年6月19日 - ）は、メキシコ 出身の覆面レスラー。タバスコ州フロンテーラ出身。日本では「仮面の魔豹」「盗賊仮面」などの異名で呼ばれた。マスクのデザインは、マヤ、アステカなどメキシコ古代文明の文様をモチーフとしている。
リングネームの「カネック」は、スペインによる支配に反乱を起こしたマヤ系インディオの指導者ハシント・カネック（Jacinto Canek）にあやかったものである。エル・カネック（El Canek）と表記・呼称される場合があるが、"Canek" は固有名詞であるため、スペイン語圏であるメキシコのリングネーム表記は定冠詞の "El" が付かない。
1970年代後半から1980年代にかけてが全盛期で、当時メキシコマット界の第一人者として活躍、ミル・マスカラス最大のライバルとも謳われた。弟はプリンシペ・マヤ、実子がカネック・ジュニア。

## 来歴
ボディビルで体を鍛えた後、1971年に「青い王子」を意味するプリンシペ・アスール（Príncipe Azul）の名義でデビュー。その後、1973年3月24日にカネックのリングネームで再デビューするが、試合にはほとんど出場せず、中国系メキシコ人レスラーのハム・リーのジムでトレーニングを積んだ。
1975年1月29日、LLI / UWAの旗揚げ興行に出場、セミファイナルの6人タッグマッチでドリー・ディクソン&スニー・ウォー・クラウドと組み、ミル・マスカラス、エル・ソリタリオ、レイ・メンドーサ組と対戦。以降UWAを主戦場に、1976年12月17日にホセ・トーレス（後のスペル・マキナ）から北部ヘビー級王座を奪取、初戴冠を果たす。
1978年3月、新日本プロレスに初来日。その後カール・ゴッチの指導を受け、同年8月27日、バラシオ・デ・ロス・デポルテスにてルー・テーズを破りUWA世界ヘビー級王座を獲得。メキシコの団体において初の自国人ヘビー級王者となる。以降、テムヒン・エル・モンゴル、ストロング小林、ブファロ・アレン（バッファロー・アレン）、ビル・ロビンソン、タイガー・ジェット・シン、パット・パターソン、藤波辰巳、長州力、スタン・ハンセンなどの強豪を相手に防衛戦を展開。「UWAの帝王」として活躍した。
デビュー以来、主にルードのポジションで活動し、マスカラス、ドス・カラス、エンリケ・ベラ、ティニエブラスなどのリンピオと抗争を展開していたが、上記の挑戦者群など、アメリカやカナダ、日本から参戦してくる外敵を迎撃する役割も担った。1979年4月22日にはUWAの総本山エル・トレオにてアントニオ猪木のNWFヘビー級王座に挑戦。1981年にはアブドーラ・ザ・ブッチャーとも対戦した。同年は新日本プロレスのブッキングでアメリカのWWFにも出場、8月24日にニューヨークのマディソン・スクエア・ガーデンにてカルロス・ホセ・エストラーダから勝利を収めた。
1984年はアンドレ・エル・ヒガンテことアンドレ・ザ・ジャイアントと対戦、1月15日のタッグマッチと2月12日のシングルマッチの2試合において、アンドレをボディスラムで投げることに成功している。同年9月2日にはエル・トレオにてハルク・ホーガンのWWF世界ヘビー級王座に挑戦、UWAとWWFの両世界王者対決が行われた（結果はドロー）。
1988年からはビッグバン・ベイダーとの抗争を開始。1989年11月22日にベイダーに敗れUWA世界王座から陥落するが、翌1990年12月9日に奪回。以後、1990年代はグレート・コキーナ、ブルー・ブレイザー、バンピーロ・カサノバ、ヤマト、ブラック・マジック、ミゲル・ペレス・ジュニアなどの外敵を迎え撃った。1996年のUWA崩壊後はAAAに主戦場を移したが、以降もUWA世界王座を自身の象徴として保持、2004年6月18日にドクトル・ワグナー・ジュニアに敗れるまで戴冠を続けた。

## 日本での活躍
1978年3月の初来日以降、日本では新日本プロレスの常連外国人選手となって活躍。藤波辰巳とは1977年の藤波のメキシコ初遠征以来の因縁があり、日本とメキシコを股にかけて抗争を展開した。1979年4月の再来日ではMSGシリーズの第2回大会に出場、予選トーナメントで藤原喜明に2勝して決勝リーグに進出した。1981年11月の来日では初代タイガーマスクとも対戦。1983年5月にはIWGP決勝リーグ戦に中南米代表として出場している。年末に開催されていたタッグリーグ戦には、1981年にスペル・マキナ、1982年にペロ・アグアヨ、1985年にドス・カラスと組んで出場した。
1992年にはW★INGプロモーションに来日、ミル・マスカラスとの日本における初対決が実現し、マスカラスが保持していたIWA世界ヘビー級王座とカネックのUWA世界ヘビー級王座とのダブルタイトルマッチが行われた。1995年にはレッスル夢ファクトリーの旗揚げ興行に参戦している。
2001年12月23日、DEEP2001に出場予定だったドス・カラス・ジュニアの代打として久々に来日し、総合格闘技に初挑戦。大刀光と対戦して、1ラウンド4分55秒、パウンドでTKO勝ちを収めた。
2018年10月、ドラディションの "Dradition The Revenge Tour 2018" に参戦。同月19日の後楽園ホール大会と21日のATCホール大会での6人タッグマッチにおいて、藤波との約30年ぶりの対戦が実現した。

### 敵前逃亡事件
カネックは1978年3月の初来日時、いわゆる「敵前逃亡事件」を起こしている。これは、3月30日に予定されていた蔵前国技館での藤波辰巳とのWWFジュニアヘビー級王座戦への出場を当日になって急遽キャンセル、そのまま独断で帰国してしまったものである。やむなくタイトルマッチは中止となり、当日、藤波はイワン・コロフとのシングルマッチを行った（コロフは当日、2試合に出場した）。
前代未聞の敵前逃亡として話題になったが、カネックは来日中、3月18日の藤原喜明戦および翌19日の木戸修戦で勝利したものの膝を負傷し、その後の6大会を欠場するほどの怪我を負っていた。また、この事件の背景には、新日本サイドがカネックの覆面と藤波のWWFジュニア王座を賭けて戦うコントラ・マッチを直前になって一方的に通告してきたこと、さらに、同じシリーズに参戦していた一部のアメリカ人レスラーが、メキシコ人に対する差別意識から、タイトルマッチ直前の28日深夜に宿泊先のホテルでカネックに暴行を加えていたことなどが発覚している（首謀者はロン・スターとされる）。
これらの諸事情が判明したことから、翌1979年4月にカネックは再来日を果たし、藤波のWWFジュニア王座に2回挑戦。以降も常連外国人選手として活躍するなど、敵前逃亡の汚名を返上した。

## 得意技
- 各種バックブリーカー
- ジャーマン・スープレックス・ホールド
- フライング・ネックブリーカー・ドロップ
- ロメロ・スペシャル（この技でタイガー・ジェット・シンからギブ・アップを奪ったこともある）

※メキシカン・レスラーでは大型の部類に入るカネックだが、ルチャ・ドールらしく各種空中殺法も得意としている。

## 獲得タイトル
LLI / UWA
- UWA世界ヘビー級王座：15回[11]

EMLL / CMLL

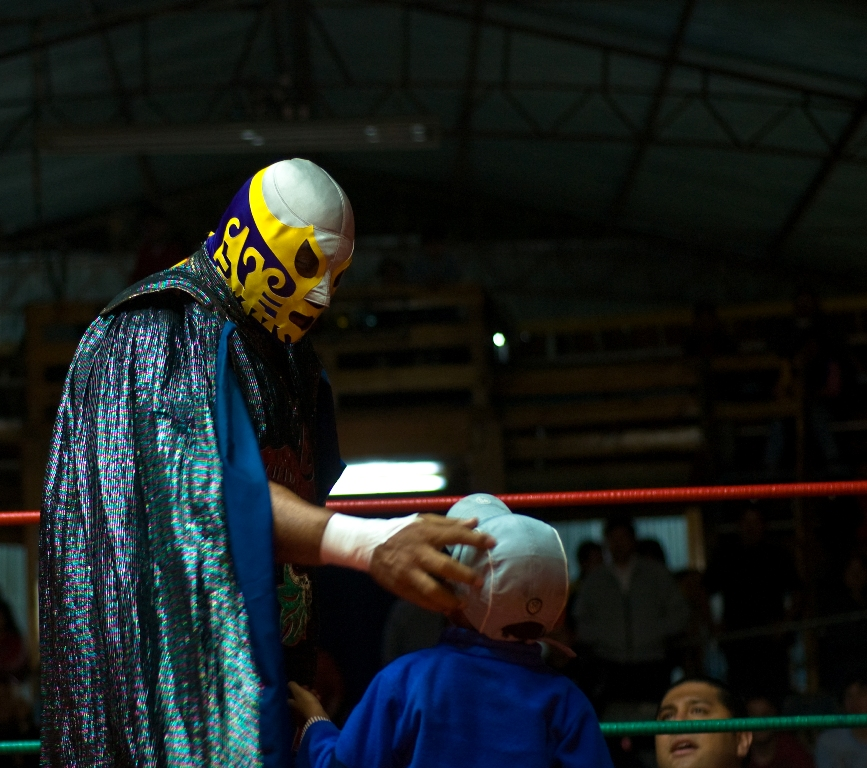

- CMLL世界タッグ王座：1回（w / ドクトル・ワグナー・ジュニア）[28]
- CMLL世界トリオ王座：1回（w / ブラック・ウォリアー&ラヨ・デ・ハリスコ・ジュニア）[29]
- ナショナル・ライトヘビー級王座：1回[30]

IWRG
- IWRGインターコンチネンタル・ヘビー級王座：1回

その他
- 北部メキシコヘビー級王座：1回

## 総合格闘技の戦績
| 総合格闘技 戦績 | 総合格闘技 戦績 | 総合格闘技 戦績 | 総合格闘技 戦績 | 総合格闘技 戦績 | 総合格闘技 戦績 | 総合格闘技 戦績 |
| --------------- | --------------- | --------------- | --------------- | --------------- | --------------- | --------------- |
| 1 試合          | (T)KO           | 一本            | 判定            | その他          | 引き分け        | 無効試合        |
| 1 勝            | 1               | 0               | 0               | 0               | 0               | 0               |
| 0 敗            | 0               | 0               | 0               | 0               | 0               | 0               |

| 勝敗 | 対戦相手 | 試合結果                | 大会名                                     | 開催年月日     |
| ○    | 大刀光   | 1R 4:55 TKO（パウンド） | DEEP2001 3rd IMPACT X'mas in DIFFER ARIAKE | 2001年12月23日 |